# Giampietrino

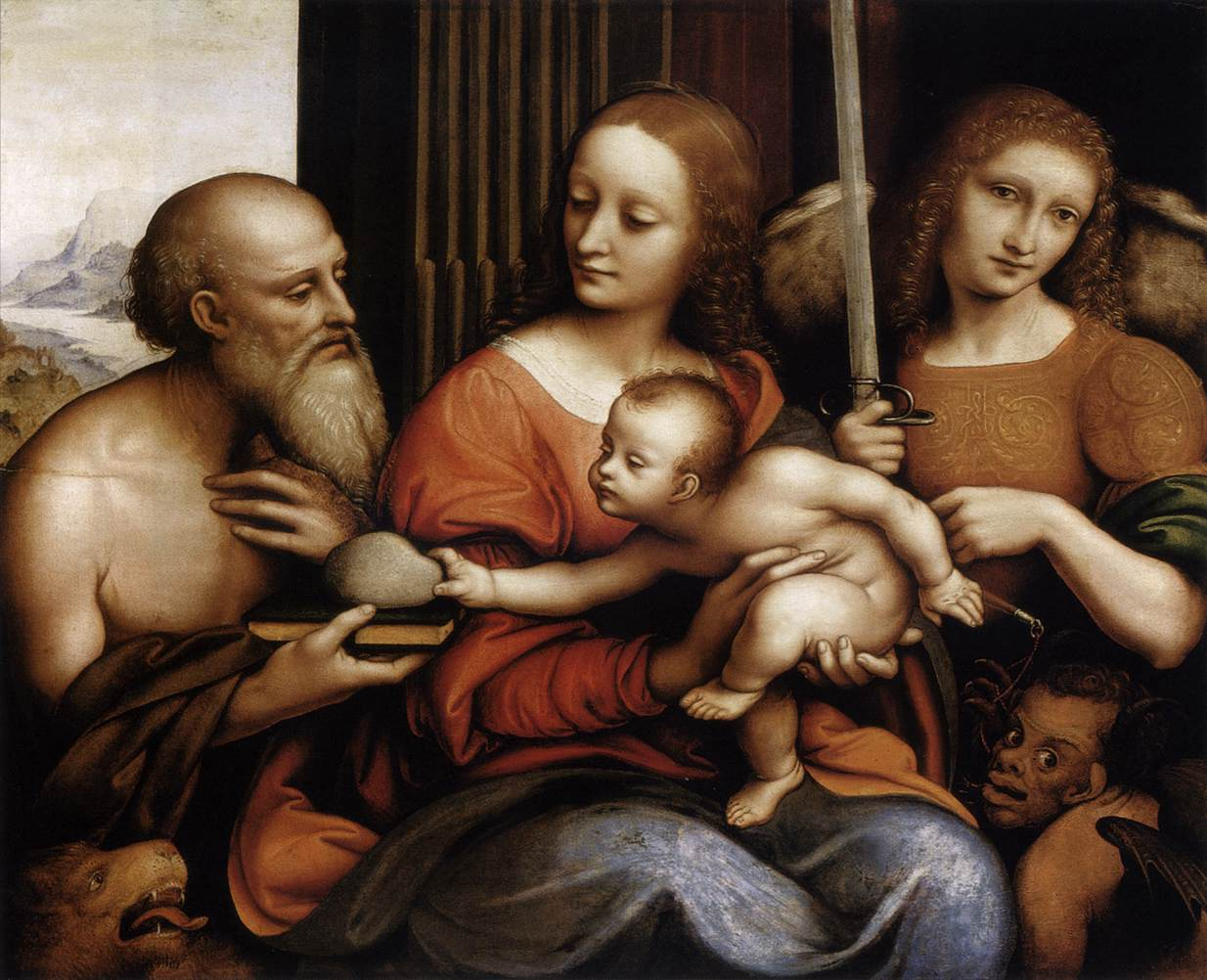
Virgen con el Niño y los santos Jerónimo y Miguel arcángel.

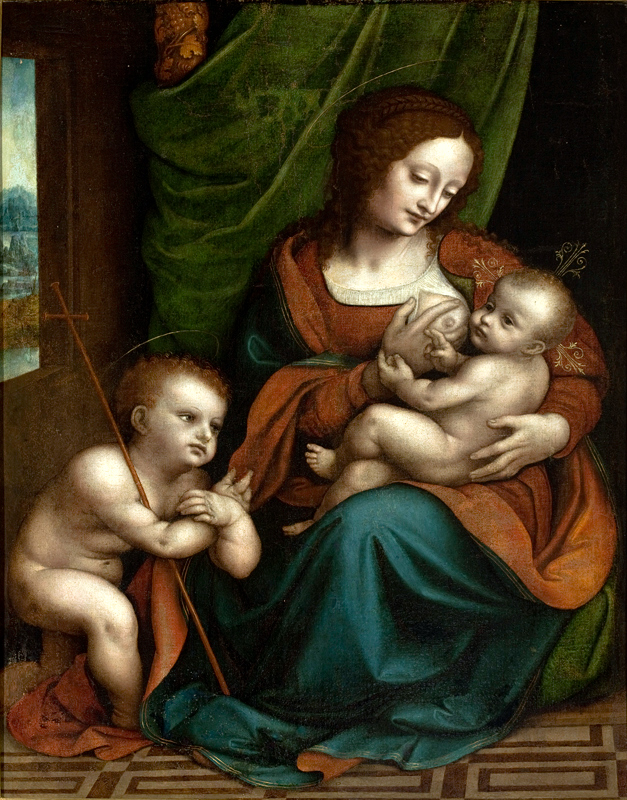
Virgen con el Niño.

Giampietrino, cuyo probable nombre real era Giovanni Pietro Rizzoli (Milán, fl. 1508-1549), fue un pintor italiano del Renacimiento, seguidor del estilo de Leonardo da Vinci.

## Datos biográficos
Durante mucho tiempo la personalidad real de este artista ha sido desconocida. Se han propuesto varias identidades basadas en documentos diversos: Giovanni Battista Belmonte (ahora descartada), Gian Pietro Rizzi, Giovanni di Pietro de Como. Ahora es generalmente aceptado el hecho de que cabe identificarle con Giovanni Pietro Rizzoli, artista lombardo atestiguado documentalmente en Lombardía.
Es probable que Giampietrino sea el Gian Petro anotado por Leonardo en una lista de sus colaboradores. Rizzoli formaría parte del taller del maestro durante su segunda estancia milanesa (1508-1513), a juzgar por los modelos y el estilo leonardesco que tomó como patrón de su carrera como artista independiente.
S.J. Freedberg lo califica de mero explotador del repertorio de Leonardo, pero con algo más de talento que otros leonardescos como Marco d'Oggiono. Su estilo combina los fondos oscuros y difuminados del maestro con una paleta de colores mucho más brillantes, con amplio uso del rosado, sobre todo en las carnaciones y los drapeados. Fue un artista muy activo, que produjo gran cantidad de obras de todo tipo, tablas de altar, figuras alegóricas de medio cuerpo, etc. De la mayoría de ellas se conservan diversas versiones y variantes. Característico de sus obras autógrafas es un pequeño vaso blanco de cerámica, una especie de símbolo o emblema que permite certificar su autoría. En su última época revela la influencia de otro de los más importantes pintores del círculo leonardesco, Bernardino Luini.
Giampetrino fue uno de los principales difusores del estilo de Leonardo por toda la Lombardía, aunque despojado de la profundidad psicológica y alegórica del original.

## Obras

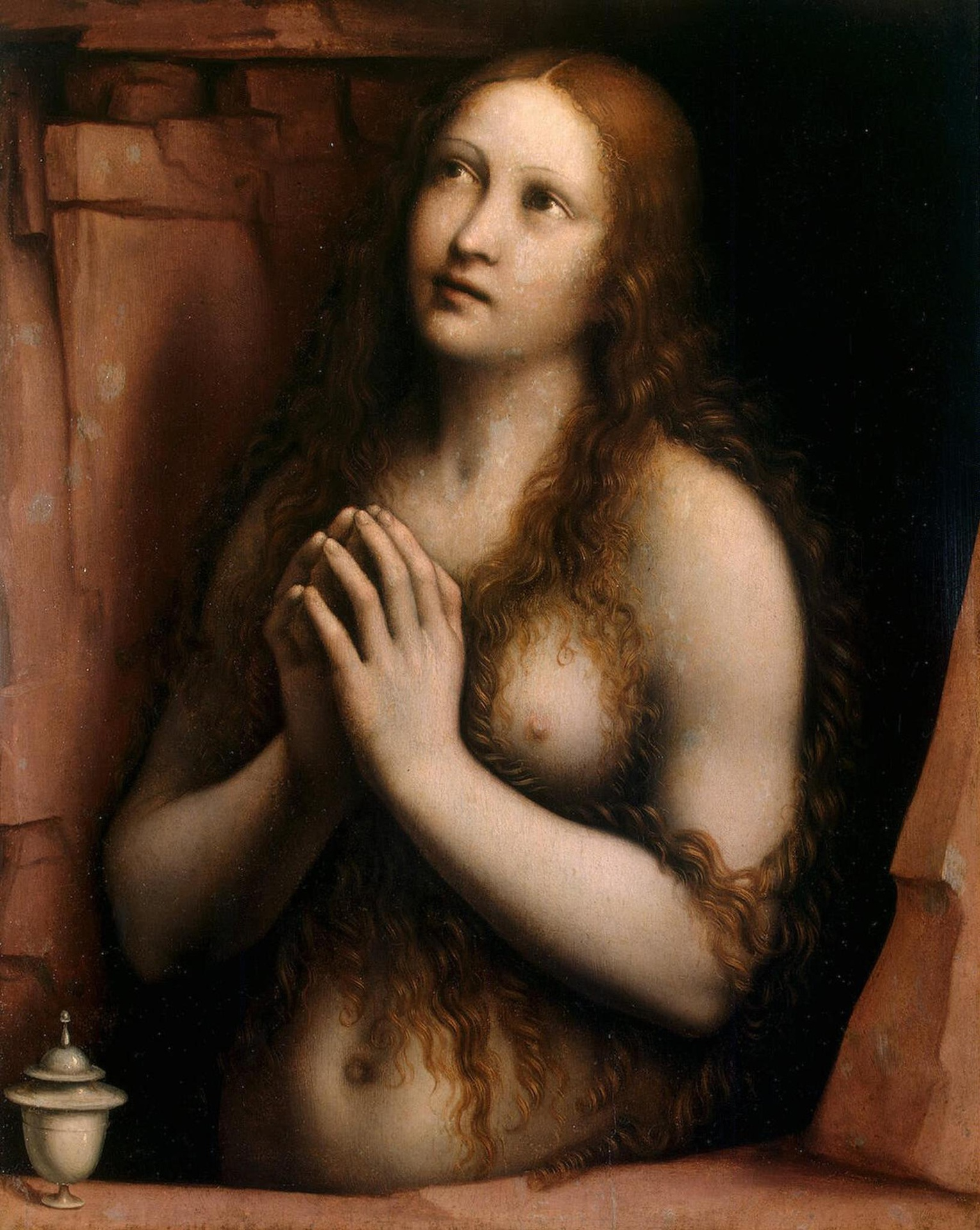
Magdalena penitente, Museo del Hermitage, San Petersburgo.

- Virgen con el Niño y San Juanito (1510-1515, Seattle Art Museum), réplica o derivación de un original de Leonardo.
- Leda y sus hijos (1520, Staatliche Museen, Kassel).
- Virgen con el Niño (c. 1520, Museo del Hermitage, San Petersburgo).
- María Magdalena (1521, Portland Art Museum).
- Virgen con el Niño y santos (1521, San Marino, Pavía).
- Suicidio de Cleopatra (Museo del Louvre, París).
- Cristo portando la Cruz (The National Gallery, Londres).
- Salomé con la cabeza del Bautista (National Gallery, Londres).
- Virgen con el Niño y San Juanito en oración (Museo de Arte de São Paulo).
- Virgen con el Niño Jesús, c. 1525/30. Óleo sobre tabla, 64 x 46,9 cm, Valencia, Museo de Bellas Artes de Valencia.[2]
- Virgen con el Niño (Reverso:Icosadodecahedro) (Museo Poldi Pezzoli, Milán).
- Cristo con el símbolo de la Trinidad (Museo del Hermitage, San Petersburgo).
- Magdalena penitente (Museo Nacional de Capodimonte, Nápoles).
- Virgen con el Niño, San Juanito y San Jerónimo (Museo di Capodimonte, Nápoles).
- Lucrecia romana (Chazen Museum of Art, Madison).
- Sofonisba (Museo Borromeo, Isola Bella).
- Santa Catalina de Alejandría (Museum of Fine Arts, San Francisco).
- La Última Cena (Royal Academy, Londres) (copia del original de Leonardo).Virgen con el Niño, de Giampetrino. Ca. 1525-1530. (Museo de Bellas Artes de Valencia).

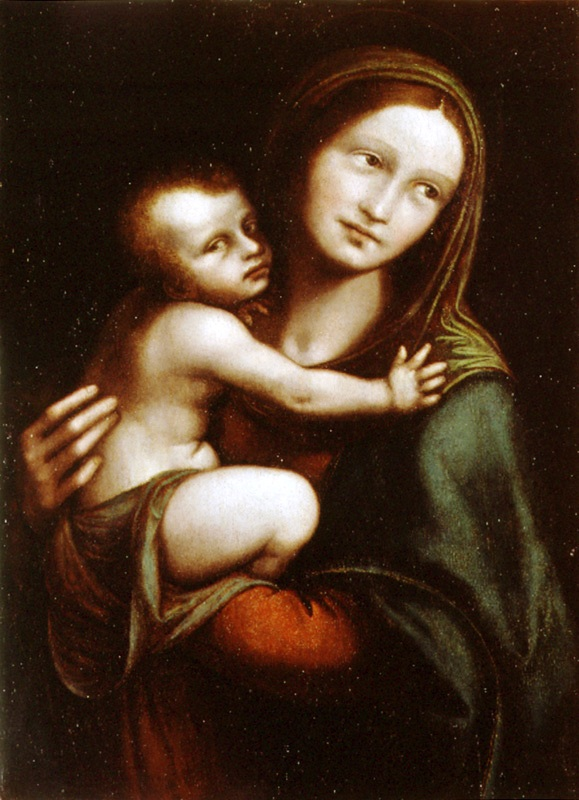
Virgen con el Niño, de Giampetrino. Ca. 1525-1530. (Museo de Bellas Artes de Valencia).

- San Jerónimo penitente (Musée des Beaux-Arts, Rouen).
- Virgen entronizada con el Niño y santos (Museo Bagatti Valsecchi, Milán).
- Cristo redentor (Museo Bagatti Valsecchi, Milán).
- Magdalena (Museos Cívicos de Pavía[3])
- Sagrada Familia con un ángel (Fogg Museum of Art, Harvard).
- Virgen con el Niño y un lirio (Instituto de Arte Courtauld, Londres).
- Virgen con el Niño y San Jerónimo (Courtauld Institute of Art, Londres).
- Cleopatra (1524-26, Bucknell University Art Gallery, Lewisburg).
- Virgen con el Niño (1525, Rijksmuseum, Ámsterdam).
- Diana cazadora (1526, Museo Metropolitano de Arte, Nueva York).
- Magdalena penitente (c. 1530, Museo del Hermitage, San Petersburgo).
- Magdalena penitente (Catedral de Burgos).
- Santa Catalina, c. 1530/40. Óleo sobre tabla, 64 x 51 cm, Madrid, Museo del Prado.[4]
- Magdalena penitente (Museo del Prado).
- San Juan Bautista (Museo de Arte de Ponce, Ponce, Puerto Rico).
- Salvator Mundi (Institute of Arts, Detroit)